# Amanita spissa
Amanita spissa é um fungo que pertence ao gênero de cogumelos Amanita na ordem Agaricales. É sinônimo de Amanita excelsa var. spissa.